# Sint-Hallvardkathedraal
De voormalige Sint-Hallvardkathedraal (Noors: Hallvardskatedralen) was de eerste kathedraal van de Noorse hoofdstad Oslo. De kathedraal werd gebouwd op een heuvel aan het Markplein van de oude stad markt in de vroege jaren 1100 en bleef in gebruik tot ongeveer 1655. De kathedraal was een belangrijk religieus centrum: vorsten werden er gekroond, koninklijke huwelijken werden er gesloten en koningen werd er begraven. De kathedraal was een van Scandinaviës meest bezochte bedevaartsoorden.

## Geschiedenis
.

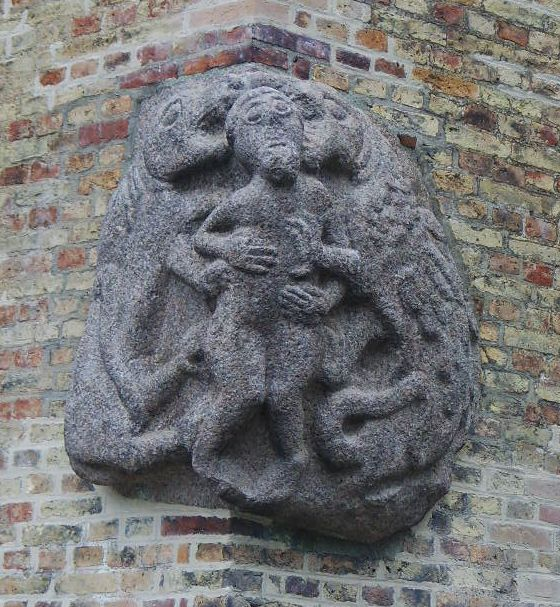
Oud reliëf afkomstig van de eerste kathedraal, ingemuurd in de huidige domkerk van Oslo

De kerk was een romaanse basiliek met een centrale toren en een transept en vertoonde overeenkomsten met de nog altijd bestaande Oude Akerkerk (Gamle Aker kirke). Vermoedelijk gaf de kruisvaarder koning Sigurd I opdracht tot de bouw. De kerk werd gewijd aan de Oslose patroonheilige Sint-Hallvard en een prachtige zilveren schrijn met de relieken van de heilige Hallvard werd op het hoogaltaar geplaatst. Volgens de overlevering bezaten de relieken een genezende kracht en dat was de belangrijkste oorzaak van de hoge status van de kathedraal als pelgrimskerk.
Na een driedaagse brand in 1624 werd op bevel van koning Christiaan IV het middeleeuwse Oslo niet herbouwd. De stad moest om strategische redenen aan de westzijde van Bjørvika verrijzen en kreeg nu de naam Christiania. De oude Hallvardkathedraal had echter de brand overleefd en werd hersteld. Tot de inwijding van de in de jaren 1632-1639 in de nieuwe stad gebouwde Heilige Drievuldigheidskerk (Hellig Trefoldigheds kirke), afgebrand in 1686, bleef de oude Halvardskerk de domkerk van Oost-Noorwegen. Daarna werd de oude kathedraal gedegradeerd tot een parochiekerk. De kerk raakte in verval en de laatste dienst werd er gevierd in 1654. Twee jaar later werd de schedel van de stichter van de kerk, Sigurd I, uit de vervallen kathedraal gehaald en meegenomen naar Denemarken. De teloorgang van Oslo's vroegste kathedraal werd versneld doordat het bouwmateriaal werd gebruikt voor de renovatie van de Akershus-vesting en de bouw van Oslo's derde domkerk. De laatste bovengrondse resten verdwenen rond 1780.

## Ruïnepark
De huidige ruïne van de kathedraal maakt deel uit van Minneparken, een 13,7 hectare groot terrein met ruïnes. Naast de kathedraal bevinden zich de ruïnes van de in de jaren 1920 herontdekte ruïne van de Kruiskerk (Korskirken) en het dominicaanse Sint-Olafklooster uit de 13e eeuw. De oude begraafplaats strekte zich voornamelijk uit ten zuiden van de kathedraal. Het was van 1130 tot 1639 de erebegraafplaats van Oslo en Noorwegen. Hier werden bisschoppen en tal van prominente Noren begraven. Tegen het einde van de 19e eeuw werd de oude begraafplaats bebouwd. In verband met de aanleg van de Ekebergtunnel en wegenbouw werd deze bebouwing later weer afgebroken. De resten van de begraafplaats kwamen toen samen met het middeleeuwse marktplein weer vrij te liggen.

## School
De Kathedraalschool van Oslo, tegenwoordig gehuisvest in het noorden van de stad, is oorspronkelijk gesticht als Latijnse school van de Hallvardkathedraal.